# Castrocontrigo (kommunhuvudort)
Castrocontrigo är en kommunhuvudort i Spanien.   Den ligger i provinsen Provincia de León och regionen Kastilien och Leon, i den nordvästra delen av landet, 280 km nordväst om huvudstaden Madrid. Castrocontrigo ligger 917 meter över havet och antalet invånare är 1 065.
Terrängen runt Castrocontrigo är platt åt sydost, men åt nordväst är den kuperad. Runt Castrocontrigo är det mycket glesbefolkat, med 5 invånare per kvadratkilometer. Närmaste större samhälle är Santibáñez de Vidriales, 18,9 km sydost om Castrocontrigo. 